# Tommy och Tuppence
Tommy och Tuppence är två fiktiva detektiver som förekommer i fyra detektivromaner och en novellsamling av Agatha Christie. Deras fullständiga namn är Thomas och Prudence (född Cowley) Beresford. Den första gången Tommy och Tuppence förekom i en roman av Christie var i Den hemlighetsfulle motståndaren 1922. De inledde sin karriär i jakt på äventyr och pengar och upptäckte snart att livet som detektiver både var mer lönsamt och mycket mer spännande.
Tuppence är karismatisk, impulsiv och intuitiv medan Tommy är mer saktmodig, lite mindre vass och håller sig mer till fakta. Därför visar de sig utgöra ett bra team.

## Böcker med Tommy och Tuppence
- 1922 - Den hemlighetsfulle motståndaren (The Secret Adversary)
- 1929 - Par i brott (Partners in Crime); novellsamling
- 1941 - N eller M? (N or M?)
- 1968 - Ett sting i tummen (By the Pricking of My Thumbs)
- 1973 - Ödets port (Postern of Fate)

## Filmatiseringar
Tommy och Tuppence har gestaltats av James Warwick och Francesca Annis, först i TV-filmen The Secret Adversary (1982) och sedan i den 10 avsnitt långa serien Agatha Christie's Partners in Crime (1983).
Romanen Ett sting i tummen adapterades 2005 av den franske regissören Pascal Thomas till filmen Mon petit doigt m'a dit..., med André Dussollier som Tommy (omdöpt till Bélisaire) och Catherine Frot som Prudence Beresford. Handlingen hade här förflyttats till Savoie i Frankrike. Ytterligare två franska filmer producerades men hade i stort sett ingenting att göra med Christies Tommy och Tuppence-berättelser. 
En adaptation av Ett sting i tummen gjordes 2006 i Granadas serie Agatha Christie's Marple, även om Christie inte skrivit in Miss Marple i sin roman. I denna version spelas Tommy och Tuppence av Anthony Andrews och Greta Scacchi.
BBC filmatiserade 2015 två romaner, uppdelade på totalt sex avsnitt. Handlingen har förlagts till 1950-talet i serien Partners in Crime, där David Walliams spelar Tommy och Jessica Raine spelar Tuppence.